# Gruparea Navală Permanentă NATO–2
Gruparea Navală Permanentă NATO–2 (în engleză Standing NATO Maritime Group 2, acronim  SNMG2) este una dintre cele patru Grupări Navale Permanente (în engleză Standing Naval Forces, acronim SNF)  multinaționale, integrate și formate din nave din diferite țări aliate ale Organizației Tratatului Atlanticului de Nord. Acestea sunt destinate a fi unități multinaționale de răspuns ale marinelor aliate, cu funcția de a asigura un răspuns rapid și flexibil, la scară globală, 
Asemeni Grupării Navale Permanente NATO–1⁠(en)[traduceți], SNMG2 are, în principal, rolul de a ameliora interoperabilitatea între națiunile aliate și de a participa la asigurarea apărării colective a acestora. Gruparea este capabilă însă să îndeplinească și alte roluri (detaliate mai jos). 
Activitatea sa se desfășoară în principal în Marea Mediterană, navele sale putând fi dislocate și în alte regiuni maritime.

## Istoric
În anii 1960 ai secolului XX, NATO a decis constituirea unor grupări multinaționale de intervenție, subordonate Alianței. Acestea, destinate unor operațiuni pe timp de pace, trebuiau să fie pregătite să reacționeze rapid în situații de criză, fiind o expresie a implicării solidare a statelor NATO în managementul crizelor⁠(en)[traduceți]. În ce privește operațiile maritime, în 1968 a fost creată Standing Naval Force Atlantic⁠(en)[traduceți] (acronim STANAVFORLANT sau SNFL), sub comanda operațională a Allied Atlantic Command⁠(en)[traduceți] (acronim ACLANT). După modelul Standing Naval Force Atlantic, în 1969 a fost creată Naval On-Call Force for the Mediterranean (acronim NAVOCFORMED), grupare navală multinațională destinată operării în regiunea mediteraneană, ca și contrapondere în special în raport cu Marina Sovietică. Spre diferență însă de caracterul de forță permanentă al STANAVFORLANT/SNFL, NAVOCFORMED a fost activată doar periodic, în funcție de necesitatăți sau în vederea efectuării unor exerciții. Gruparea navală a operat sub comanda COMNAVSOUTH (comandamentul Allied Naval Forces Southern Europe⁠(en)[traduceți]).
În 1992 NAVOCFORMED, activată periodic timp de peste 2 decenii, a căpătat caracter permanent și a fost redenumită Standing Naval Force Mediterranean (acronim STANAVFORMED). Succesoarea NAVOCFORMED și-a căpătat actualul nume de Standing NATO Maritime Group 2 în anul 2005.

## Structură

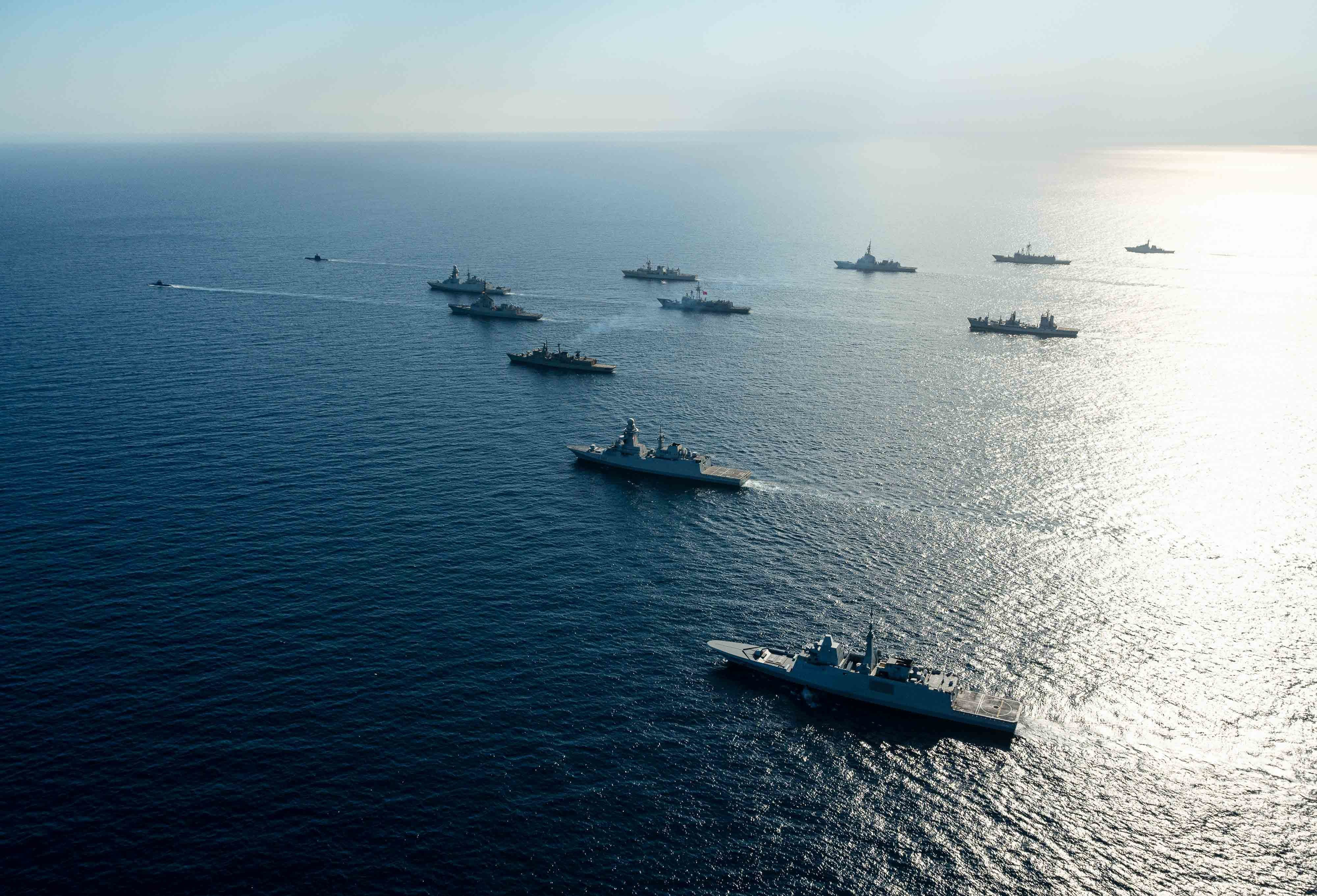
SNMG2 în curs de desfășurare în Marea Ionică, în largul coastei Siciliei, 21 februarie 2022.

SNMG2 este formată din nave de luptă aliate care se antrenează și operează împreună, ca și un ansamblu, unitățile sale navale fiind asigurate în mod regulat de Germania, Grecia, Italia, Țările de Jos, Spania, Turcia, Regatul Unit al Marii Britanii și al Irlandei de Nord și Statele Unite ale Americii, iar ocazional, precum și în perioadele de criză sau tensiune, de alte state
Compunerea grupării se schimbă regulat, fiind variabilă și flexibilă. Tipic include de la două la șase nave (de la opt la zece, după o altă sursă), care, provin din state membre ale NATO, acestea constând de obicei din mai multe distrugătoare și fregate, precum și dintr-o navă de aprovizionare. În caz de urgență, navele grupării pot constitui un nucleu căruia i se pot adăuga forțe suplimentare capabile să ofere în timp util sprijin operațiunilor NATO, având personal de comandă NATO la bord.
SNMG2 este inclusă în structura componentei maritime a Forței de Răspuns a NATO⁠(en)[traduceți] (în engleză NATO Responce Force, acronim NRF). În cadrul NRF face parte din „vârful de lance” al acesteia, anume din Very High Readiness Joint Task Force (acronim VJTF).
Comanda tactică a grupării este asigurată, prin rotație, de toate statele participante. Comanda operațională este însă asigurată (2023) de Comandamentului Maritim Aliat⁠(en)[traduceți] (în engleză Allied Maritime Command, acronim MARCOM) de la Northwood⁠(en)[traduceți].

## Rol
Grupările Navale Permanente ale NATO sunt unități multinaționale de răspuns ale marinelor aliate, destinate să asigure un răspuns rapid și flexibil, la scară globală. Pentru a-și menține capacitatea de a interveni cu promptitudine, precum și capabilitatea operațională, respectivele grupări participă frecvent la exerciții. Printre sarcinile lor se află și operațiuni de embargo, de căutare și salvare, de ajutor umanitar și de combatere a terorismului⁠(en)[traduceți].
Gruparea Navală Permanentă NATO–2 este una dintre cele patru Grupări Navale Permanente (în engleză Standing Naval Forces, acronim SNF)  multinaționale, integrate și formate din nave din diferite țări aliate ale NATO. Rolul său principal este de a ameliora interoperabilitatea între națiunile aliate și de a participa la asigurarea apărării colective. Activitatea grupării navale pune accentul pe „descurajare și apărare împotriva tuturor adversarilor din domeniul maritim, susținerea libertății de navigație, securizarea rutelor comerciale maritime și protejarea principalelor linii maritime de comunicație care leagă regiunile Euro-Atlantică și Indo-Pacifică”.
Asemeni Grupării Navale Permanente NATO–1⁠(en)[traduceți], este capabilă să îndeplinească o gamă largă de roluri. Acestea includ, dar nu se limitează la: afirmarea prezenței Aliate sau demonstrarea solidarității între partenerii Alianței, exerciții și manevre militare, vizite în porturi, sprijin pentru parteneri, furnizarea unor diverse capabilități militare maritime misiunilor în curs. Navele grupării pot participa la diverse misiuni operaționale precum cele care vizează descurajare militară⁠(en)[traduceți], controale în timpul unor embargouri, căutare și salvare, ajutor umanitar de urgență și dezastre.
Activitatea sa se desfășoară în principal în Marea Mediterană. În caz de necesitate, navele sale pot fi dislocate și în alte regiuni maritime (astfel cum au fost dislocate în perioada 2007-2009 în Marea Roșie, Golful Aden, Marea Arabiei și Golful Persic.

## Implicarea României
România s-a implicat, în cadrul operațiunilor SNMG2 cu nave proprii. Astfel, fregata „Regina Maria” a făcut parte din structura SNMG2 în anii 2015 (Marea Neagră), 2020 (Marea Neagră), 2021 (Marea Mediterană), iar fregata „Regele Ferdinand” în anii 2018 (Marea Neagră),